# Abalak (Russie)
Pour les articles homonymes, voir Abalak.
Abalak (en russe : Абалак) est un village de l’oblast de Tioumen, en Russie.

## Géographie
Abalak se trouve dans la plaine de Sibérie occidentale, sur la rive droite de la rivière Irtych, à 34 km au sud-est de Tobolsk, à 209 km au nord-est de Tioumen et à 1 883 km à l'est de Moscou.

## Administration
Le village d'Abalak fait partie de la commune rurale d'Abalak (en russe : Абалакское сельское поселение, Abalakskoïe sel'skoïe posselenye), dans le raïon de Tobolsk.

## Patrimoine

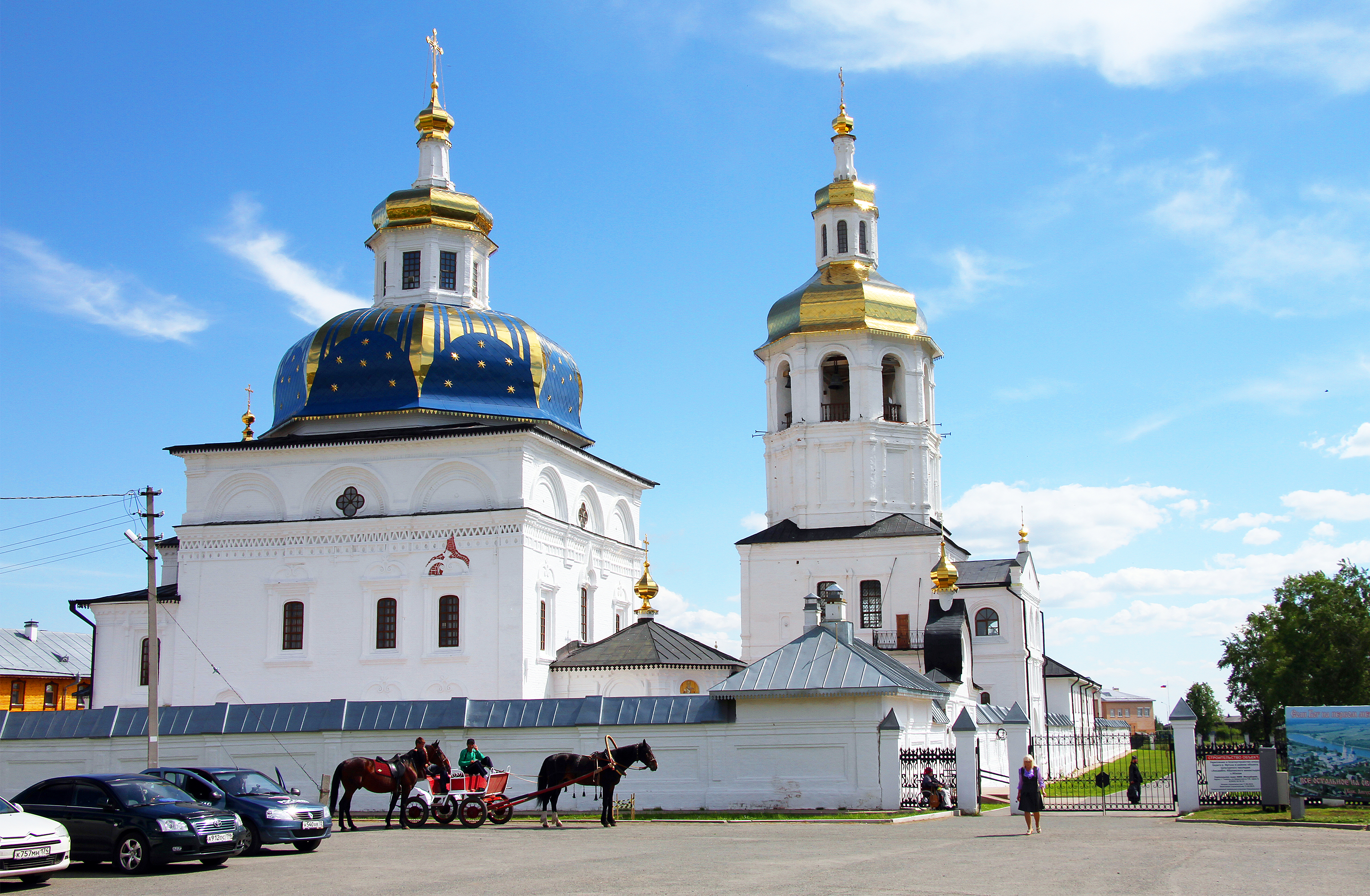
Monastère Notre-Dame-du-Signe d'Abalak 2016

Abalak est célèbre pour son monastère Notre-Dame-du-Signe, qui attire une multitude de pèlerins qui viennent vénérer avec grande piété l’icône miraculeuse de la Toute-Sainte Mère de Dieu du « Signe ». Cette icône fut peinte en 1637 par l’archidiacre de la cathédrale de Tobolsk, Matthias.

## Sources
- Dezobry et Bachelet, Dictionnaire de Biographie, Paris, Ch. Delagrave, 1876, p. 2